# Saint-Martin-du-Manoir
Pour les articles homonymes, voir Saint-Martin.
Saint-Martin-du-Manoir est une commune française située dans le département de la Seine-Maritime en région Normandie.

## Géographie

### Description
Cette commune est située sur la rive droite de la Seine, à une quinzaine de kilomètres du Havre, dans le canton de Montivilliers.
Saint-Martin-du-Manoir se compose d'un bourg, dans lequel se trouvent les lotissements (Hauts de Saint Martin, Closerie, Ruellette, Résidence du Manoir, Résidence Saint-Martin, le Clos des Pommiers, les Prés verts, la Forge...) et de huit hameaux situés soit sur le plateau, soit en contrebas de celui-ci.
La majeure partie de la population habite le Bourg. C'est là que se trouvent bien entendu la mairie, l'église, les écoles et les installations sportives.
Enitot est le plus proche du centre-bourg, en direction d'Epouville.
On accède à Enéaumare par la route de Manéglise.
Le Mesnil se situe de l'autre côté de la Voie Rapide (D 489). Pour s'y rendre, il est nécessaire d'emprunter le giratoire d'Epouville.
L'Ormel se trouve sur la route de Montivilliers (D 111), entre le cimetière et le giratoire.
Les Cures (ou Escures - selon les historiens l'appellation diffère...), siège d'un ancien château, semble protéger le Bourg, par sa position en pointe, face à Harfleur et Montivilliers.
La Cayenne se trouve en fond de vallée, à proximité de Gournay-en-Caux.
De même, la Côte de Gournay, sur la rive droite de la rivière Saint-Laurent, est limitrophe de ce quartier de Gonfreville.
Enfin, la Vallée s'intercale, toujours sur la rive droite, entre la Cavée, Gainneville et Saint-Laurent-de-Brèvedent.
Pour les plus courageux, il est possible d'effectuer une randonnée visitant l'ensemble de ces hameaux.

### Communes limitrophes
|                      | Épouville              | Manéglise                  |
| Montivilliers        | Saint-Martin-du-Manoir | Saint-Laurent-de-Brèvedent |
| Gonfreville-l'Orcher |                        | Gainneville                |

### Hydrographie
La commune est située dans le bassin Seine-Normandie. Elle est drainée par la rivière de Saint-Laurent,.

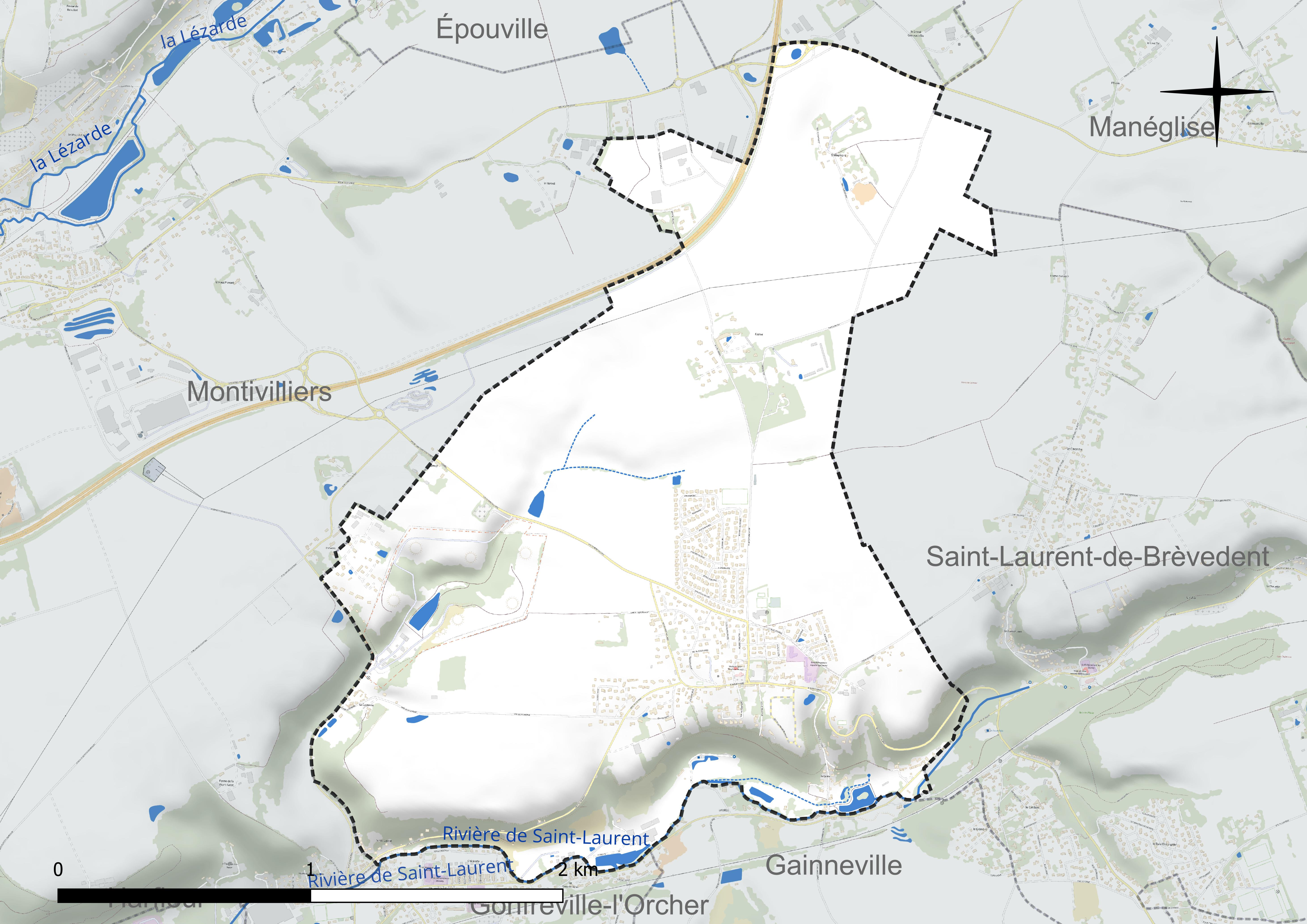
Réseau hydrographique de Saint-Martin-du-Manoir.

### Climat
Pour des articles plus généraux, voir Climat de la Normandie et Climat de la Seine-Maritime.
En 2010, le climat de la commune est de type climat océanique franc, selon une étude du CNRS s'appuyant sur une série de données couvrant la période 1971-2000. En 2020, Météo-France publie une typologie des climats de la France métropolitaine dans laquelle la commune est exposée à un climat océanique et est dans la région climatique Côtes de la Manche orientale, caractérisée par un faible ensoleillement (1 550 h/an) ; forte humidité de l’air (plus de 20 h/jour avec humidité relative > 80 % en hiver), vents forts fréquents. Parallèlement le GIEC normand, un groupe régional d’experts sur le climat, différencie quant à lui, dans une étude de 2020, trois grands types de climats pour la région Normandie, nuancés à une échelle plus fine par les facteurs géographiques locaux. La commune est, selon ce zonage, exposée à un « climat maritime », correspondant au Pays de Caux, frais, humide et pluvieux, légèrement plus frais que dans le Cotentin.
Pour la période 1971-2000, la température annuelle moyenne est de 10,3 °C, avec une amplitude thermique annuelle de 13 °C. Le cumul annuel moyen de précipitations est de 921 mm, avec 12,8 jours de précipitations en janvier et 8,4 jours en juillet. Pour la période 1991-2020, la température moyenne annuelle observée sur la station météorologique la plus proche, située sur la commune de Octeville-sur-Mer à 9 km à vol d'oiseau, est de 11,5 °C et le cumul annuel moyen de précipitations est de 790,7 mm,. Pour l'avenir, les paramètres climatiques de la commune estimés pour 2050 selon différents scénarios d’émission de gaz à effet de serre sont consultables sur un site dédié publié par Météo-France en novembre 2022.

## Urbanisme

### Typologie
Au 1er janvier 2024, Saint-Martin-du-Manoir est catégorisée ceinture urbaine, selon la nouvelle grille communale de densité à sept niveaux définie par l'Insee en 2022.
Elle appartient à l'unité urbaine du Havre, une agglomération intra-départementale regroupant 18  communes, dont elle est une commune de la banlieue,,. Par ailleurs la commune fait partie de l'aire d'attraction du Havre, dont elle est une commune de la couronne,. Cette aire, qui regroupe 116 communes, est catégorisée dans les aires de 200 000 à moins de 700 000 habitants,.

### Occupation des sols
L'occupation des sols de la commune, telle qu'elle ressort de la base de données européenne d’occupation biophysique des sols Corine Land Cover (CLC), est marquée par l'importance des territoires agricoles (72,5 % en 2018), en diminution par rapport à 1990 (74,4 %). La répartition détaillée en 2018 est la suivante : 
terres arables (63,2 %), zones urbanisées (14,9 %), forêts (12,1 %), prairies (9,2 %), zones industrielles ou commerciales et réseaux de communication (0,5 %). L'évolution de l’occupation des sols de la commune et de ses infrastructures peut être observée sur les différentes représentations cartographiques du territoire : la carte de Cassini (XVIIIe siècle), la carte d'état-major (1820-1866) et les cartes ou photos aériennes de l'IGN pour la période actuelle (1950 à aujourd'hui).

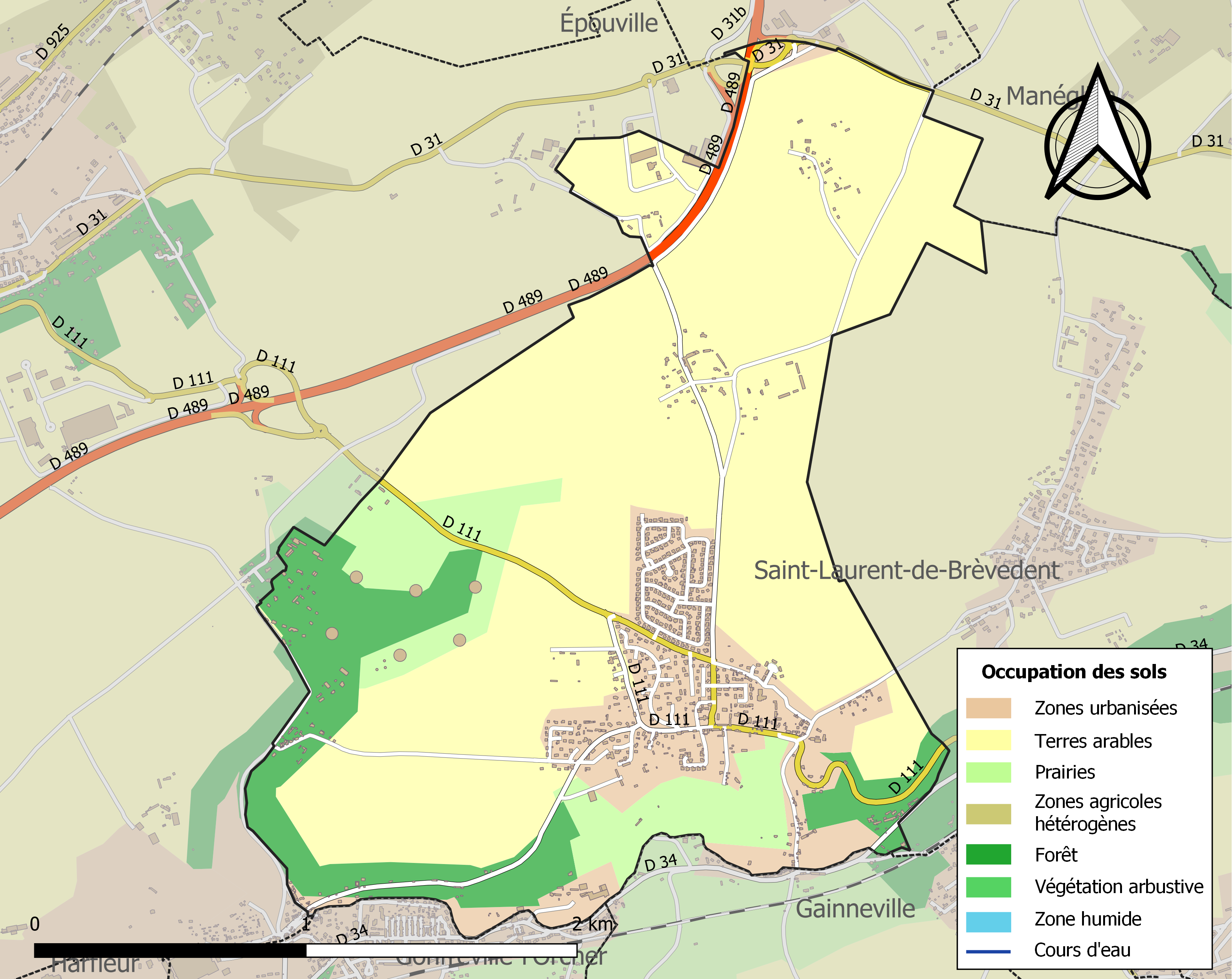
Carte des infrastructures et de l'occupation des sols de la commune en 2018 (CLC).

## Toponymie
Le nom de la localité est attesté sous les formes Manece entre 1028 et 1034 (erreur très probable de copie pour *Manere), Sancti Martini en 1035, In parrochia Sancti Martini de Manerio en 1192, 1258 et 1260, Manerium en 1337, Saint Martin du manoir en 1715.
La commune tire son nom de l'église dédiée à saint Martin et du manoir du Col des Moulins, mentionné dès 1035 dans la charte de fondation de l'abbaye de Montivilliers qui avait la commune sous sa juridiction.

## Histoire
Saint-Martin-du-Manoir et son église dépendent au début du XIe siècle des Giffard, comtes de Montivilliers ; l'église leur fut retirée dès 1025 au profit de l'abbaye de Fécamp, en 1035 au profit de l'abbaye de Montivilliers, qui possède également des biens (terres, moulins) à Saint-Martin. La seigneurie a appartenu par la suite à différentes familles dont, au XVIe siècle et au XVIIe siècle, la famille de la Rue, et surtout à partir de 1660, la famille très ancienne des Toustain qui comptait plusieurs branches, et notamment celles des Toustain de Frontebosc de Limésy et des Toustain de Richebourg de Saint-Martin-du-Manoir.
Les derniers seigneurs de Saint-Martin furent Gaspard-François (1716-1799) et Charles-Gaspard (1746-1836), tous deux membres de l'académie de Rouen, l'un comme savant, l'autre comme homme de lettres et historien ; tous deux furent emprisonnés sous la Terreur ; le second n'émigra pas et se rallia à l'Empire.
Deux hameaux de Saint-Martin étaient des fiefs à l'époque féodale : Enitot dépendait de la seigneurie de Graville et Ecures relevait des Estouteville, seigneurs de Valmont. Ils ont appartenu à des membres d'une famille anoblie au XVIe siècle et convertie au protestantisme, les Deschamps. Par mariage, Ecures passa au XVIIIe siècle à la famille de Rumare.
Saint-Martin s'est développé sensiblement au XIXe siècle puis au XXe siècle ; la population a stagné après la Seconde Guerre mondiale ; mais, depuis 1970, sous l'effet de la ré-urbanisation (près de trois cents pavillons construits), elle a plus que doublé.

## Politique et administration
| Période                                  | Période                    | Identité                      | Étiquette | Qualité                                                                                                   |
| ---------------------------------------- | -------------------------- | ----------------------------- | --------- | --- |
| 1875                                     |                            | Pézeril                       |           | |
| Les données manquantes sont à compléter. |                            |                               |           | |
| mai 1945                                 | mars 1965                  | André Mabire,                 |           | |
| mars 1965                                | mars 1971                  | René Couillard                |           | |
| mars 1971                                | mars 1977                  | Marcel Brin                   |           | |
| mars 1977                                | mars 1989                  | Yves Cottin                   |           | |
| Les données manquantes sont à compléter. |                            |                               |           | |
| mars 1989                                | 2001                       | Christian Mabire              |           | |
| mars 2001                                | mai 2020                   | Maria-Dolorès Gautier Hurtado | UMP       | Vice-présidente de la CODAH (2014 → 2016) Vice-présidente de la CU Le Havre Seine Métropole (2017 → 2020) |
| mai 2020,                                | En cours (au 10 août 2020) | Jean-Luc Fort                 |           | Médecin                                                                                                   |

## Population et société

### Démographie
L'évolution du nombre d'habitants est connue à travers les recensements de la population effectués dans la commune depuis 1793. Pour les communes de moins de 10 000 habitants, une enquête de recensement portant sur toute la population est réalisée tous les cinq ans, les populations de référence des années intermédiaires étant quant à elles estimées par interpolation ou extrapolation. Pour la commune, le premier recensement exhaustif entrant dans le cadre du nouveau dispositif a été réalisé en 2004.

En 2022, la commune comptait 1 496 habitants, en évolution de −2,41 % par rapport à 2016 (Seine-Maritime : +0,35 %, France hors Mayotte : +2,11 %).
| 1793 | 1800 | 1806 | 1821 | 1831 | 1836 | 1841 | 1846 | 1851 |
| ---- | ---- | ---- | ---- | ---- | ---- | ---- | ---- | ---- |
| 357  | 400  | 432  | 419  | 417  | 434  | 443  | 501  | 441  |

| 1856 | 1861 | 1866 | 1872 | 1876 | 1881 | 1886 | 1891 | 1896 |
| ---- | ---- | ---- | ---- | ---- | ---- | ---- | ---- | ---- |
| 462  | 508  | 518  | 474  | 475  | 496  | 471  | 518  | 504  |

| 1901 | 1906 | 1911 | 1921 | 1926 | 1931 | 1936 | 1946 | 1954 |
| ---- | ---- | ---- | ---- | ---- | ---- | ---- | ---- | ---- |
| 530  | 526  | 566  | 537  | 545  | 544  | 540  | 602  | 606  |

| 1962 | 1968 | 1975 | 1982  | 1990  | 1999  | 2004  | 2006  | 2009  |
| ---- | ---- | ---- | ----- | ----- | ----- | ----- | ----- | ----- |
| 615  | 606  | 678  | 1 715 | 1 680 | 1 542 | 1 471 | 1 464 | 1 540 |

| 2014  | 2019  | 2022  | - | - | - | - | - | - |
| ----- | ----- | ----- | - | - | - | - | - | - |
| 1 533 | 1 469 | 1 496 | - | - | - | - | - | - |

Jusqu'au milieu des années 1970, le village était habité par moins de 700 personnes. L'activité principale était essentiellement agricole, avec une vingtaine d'exploitations contre 8 actuellement.

### Les écoles de la commune
- École maternelle du Point-du-Jour. Deux enseignantes accueillent cette année[Quand ?] 47 élèves.
- École Aspirant-Lemonnier. L'école accueille 97 enfants[Quand ?] en primaire répartis en 4 classes de doubles niveaux.

### Sécurité
Saint-Martin-du-Manoir est l'une des communes ayant contribué à la création en avril 2004 de la première brigade intercommunale de gardes champêtres issue de la Loi Démocratie de Proximité. Cette brigade implantée sur le territoire de Gainneville assure la protection des biens ruraux et forestiers, la surveillance générale aux côtés de la gendarmerie et la police nationales mais également la veille juridique. Le fonctionnement "autonome" de cette police rurale pilotée par un chef de brigade permet aux communes adhérentes de bénéficier d'un atout majeur beaucoup plus efficace qu'une police municipale aux compétences plus modestes[réf. nécessaire].

## Culture locale et patrimoine

### Lieux et monuments
Édifice Saint-Martin.

### Personnalités liées à la commune
- Charles-Gaspard Toustain de Richebourg (1746-1836) y est mort.
- Jean René Guerrand (1907-1993), chef d'entreprise français, y est mort.
- l'aviateur Marcel Paillette y effectue des vols en avion en 1910.

### La légende de la Pierre Grise
Il existe encore de nos jours sur la colline où sont bâtis les châteaux de Colmoulins et d'Escures, derrière la hêtraie de Montivilliers, une grosse pierre grise, sur lequel existe une légende que voici, :
"Il y a très longtemps, lorsque le pays était soumis à la féodalité, vivait au manoir du Col des Moulins, qui était alors un château fortifié, un bon et vaillant chevalier nommé Guillaume de Colleville.
Ce seigneur avait une jeune femme dont la beauté avait souvent inspiré les bardes et les trouvères et avait jeté le trouble dans bien des cœurs, notamment dans celui d'un jeune écuyer du nom de Robert.
Ce Robert n'avait jamais eu de sentiments bien chrétiens, mais son amour insensé l'avait rendu capable de tous les crimes. Un jour qu'il se promenait sous les arbres aux environs du château, il fit la rencontre d'un personnage de haute taille, vêtu de noir avec une barbe en pointe et des yeux brillants comme des escarboucles.
" Me connais-tu ? demanda cet homme à Robert.
- Non, répondit l'écuyer...
- Et bien, je suis Satan ! "
Tout autre que Robert se fut enfui a ces mots en faisant un signe de croix mais lui ne bougeait pas de place.
"- Tu es Satan, dit-il, tant mieux, car je comptais sur ton aide.
- Je le sais, c'est pourquoi je suis venu. Écoute : Tu aimes la femme de ton seigneur et maître, et tu rêves jours et nuits aux moyens de la posséder ; je n'y vais pas par quatre chemins pour te le dire, cela te coûtera ton âme.
- Qu'importe, répondit sourdement l'écuyer, il me la faut que dois je faire ?
- M'accompagner à la pierre grise pour signer le pacte."
Le plateau était alors une forêt au centre de laquelle se dressait le dolmen ; deux pierres fichées en terre en supportant une troisième en forme de table, tout à l'entour des chênes gigantesques.
En arrivant là, Satan fit entrer l'écuyer dans une sorte de caveau situé sous la table de pierre, puis il lui présenta une écritoire et un parchemin au bas duquel Robert apposa sa signature.
"- Bien dit le démon, maintenant, prends cette pièce de monnaie ; il te suffira de la faire toucher à la serrure de l'appartement où tu veux pénétrer et tu y trouveras ta maîtresse endormie ; seulement, n'oublie pas de la rapporter ici demain, car tu ne dois t'en servir que la nuit. allons va ; Guillaume de Colleville est en voyage, tu es libre, amuse toi bien, mon fils, ajouta Satan avec un ricanement."
Le misérable rentra au plus vite au château et, la nuit étant venue, il s'approcha à pas de loup de l'oratoire de la noble dame qui dormait d'un profond sommeil. Le lendemain matin, ivre encore de sa criminelle action, il se rendit en toute hâte à la " PIERRE GRISE ". Satan l'attendait appuyé sur le dolmen.
"- Bien, dit le démon en tordant sa barbe pointue, remets la pièce à sa place, tu la reprendras ce soir. Robert pénétra dans le caveau, mais à peine y était-il que Satan donna un grand coup de pied à l'un des côtés du dolmen et l'énorme table s'affaissa brutalement, écrasant sous elle le misérable écuyer.
Puis le démon disparut avec un ricanement sinistre ! Et il y a déjà de bien longues années, en soulevant ce mystérieux bloc de granit on trouva sous la pierre druidique, quelques ossements calcinés et une pièce de monnaie gauloise en alliage d'argent que l'on nomma la " Pièce du diable " et que vous pourrez examiner à votre aise dans le petit musée de la bibliothèque de Montivilliers.

### Héraldique
| Armes de Saint-Martin-du-Manoir | Les armes de la commune de Saint-Martin-du-Manoir se blasonnent ainsi : Taillé au 1) d’azur à l’épée de saint Martin d’or, posée en fasce, supportant le manteau du même, au 2) d’orangé au chêne arraché d’or ; à la barre ondée d’argent brochant sur la partition.L'écu surmonté d'une couronne murale à trois tours d'argent. Cet écu relate deux faits importants de la vie de saint Martin. Le premier représente le partage de sa tunique avec un pauvre, symbolisé par une épée chargée d'un manteau. Le second est moins connu. Voulant prouver à des païens la nécessité d'abattre un arbre, Saint Martin se plaça sur la trajectoire du tronc. Au dernier coup de hache, l'arbre vacillant, hésita un instant et tomba en sens inverse. |

## Pour approfondir